# یوری الوار

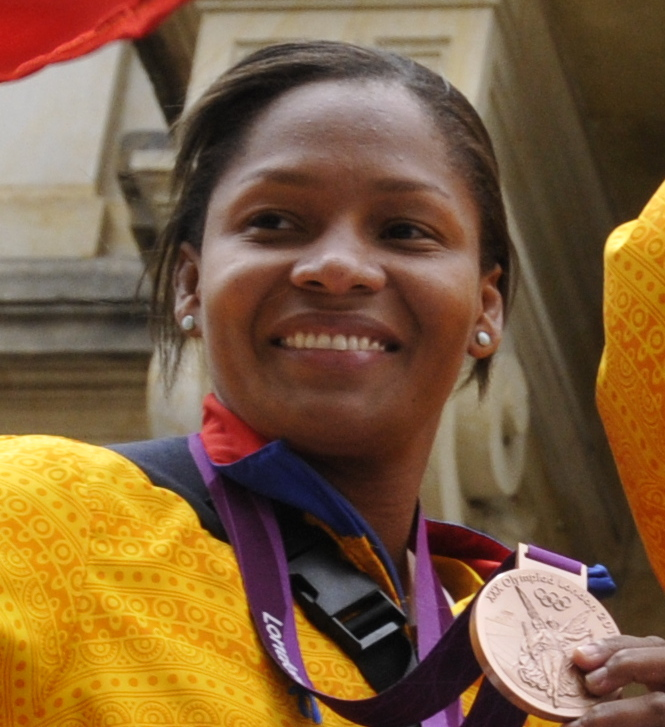
یوری الوار - ۲۰۱۲

یوری الوار (انگلیسی: Yuri Alvear) وی در مسابقات المپیک در مجموع برندهٔ ۱ مدال نقره و ۱ مدال برنز شده‌است. الوار از جودکاران کلمبیا است.